# Gabriel Santos
Gabriel Silva Santos (San Paolo, 4 maggio 1996) è un nuotatore brasiliano.
Ha rappresentato il Brasile ai Giochi olimpici di Rio de Janeiro 2016.

## Palmarès
- Mondiali

Budapest 2017: argento nella 4x100m sl.
- Campionati panpacifici

Tokio 2018: oro nella 4x100m sl.
- Giochi sudamericani

Asuncion 2022: oro nei 50m farfalla, nella 4x100m sl e nella 4x100m sl mista, bronzo nei 100m sl.

## International Swimming League
| stagione 2020   |
| --------------- |
| Aqua Centurions |